# Dwa w jednym
Dwa w jednym (ang. Blow Dry) – brytyjsko-amerykańsko-niemiecka komedia z 2001 roku wyreżyserowana przez Paddy’ego Breathnacha. Wyprodukowana przez wytwórnię Miramax Films i Intermedia Films.
Zdjęcia do filmu zrealizowano w Batley, Dewsbury, Keighley, Londynie, Marsden w Anglii w Wielkiej Brytanii oraz Irlandii.

## Fabuła
Akcja filmu rozgrywa się w Wielkiej Brytanii. Phil Allen (Alan Rickman), dawny mistrz świata w stylizacji fryzur, prowadzi zakład w niewielkim mieście. Mają się tu odbyć fryzjerskie mistrzostwa kraju. Biorą w nich udział m.in. jego była żona Shelley (Natasha Richardson) oraz zagorzały wróg Ray Robertson (Bill Nighy). Mieszkańcy chcą, aby Phil też stanął do rywalizacji.

## Obsada
Źródło: Filmweb
- Alan Rickman jako Phil
- Natasha Richardson jako Shelley
- Rachael Leigh Cook jako Christina
- Josh Hartnett jako Brian
- Bill Nighy jako Ray
- Warren Clarke jako Tony
- Rosemary Harris jako Daisy
- Hugh Bonneville jako Louis
- Heidi Klum jako Jasmine
- Michael McElhatton jako Robert
- David Bradley jako Noah